# Demetrio I Cadi
Demetrio I, nato Joseph Cadi (Damasco, 18 gennaio 1861 – Damasco, 25 ottobre 1925), è stato arcieparca di Aleppo e sedicesimo patriarca della Chiesa melchita.

## Biografia
Joseph Cadi, nato a Damasco in Siria, è stato nominato arcieparca di Aleppo il 27 ottobre 1903 e consacrato vescovo dal patriarca Cirillo VIII Geha il 29 novembre seguente.
Alla morte di Cirillo VIII, fu eletto nuovo patriarca il 6 aprile 1919 e venne confermato dalla Santa Sede il 3 luglio successivo.
Durante il suo breve regno la Chiesa melchita ha vissuto una rapida espansione nel vicino Oriente grazie soprattutto alle migliorate condizioni politiche createsi con il mandato francese sulla Siria e sul Libano dopo la prima guerra mondiale. Demetrio iniziò anche delle riforme radicali nella Chiesa melchita, che non poté portare a termine per la prematura morte, il 25 ottobre 1925 nella residenza patriarcale di Damasco.

## Genealogia episcopale e successione apostolica
La genealogia episcopale è:
- Vescovo Filoteo di Homs
- Patriarca Eutimio III di Chios
- Patriarca Macario III Zaim
- Vescovo Leonzio di Saidnaia
- Patriarca Atanasio III Dabbas
- Vescovo Néophytos Nasri
- Vescovo Efthymios Fadel Maalouly
- Patriarca Cirillo VII Siage, B.S.
- Patriarca Agapio III Matar, B.S.
- Patriarca Massimo III Mazloum
- Patriarca Clemente I Bahous, B.S.
- Patriarca Gregorio II Youssef-Sayour, B.S.
- Patriarca Pietro IV Geraigiry
- Patriarca Cirillo VIII Geha
- Patriarca Demetrio I Cadi

La successione apostolica è:
- Cardinale Massimo IV Saigh, S.M.S.P. (1919)
- Vescovo Athanase Khoriaty, B.S. (1920)
- Arcivescovo Etienne Sukkariyeh (1920)
- Arcivescovo Basile Khouri (1920)
- Arcivescovo Basilio Cattan, B.C. (1921)
- Arcivescovo Antonio Faraj (1922)
- Vescovo Melèce Abou-Assaleh (1922)
- Vescovo Joseph Kallas (1923)